# Barylestis variatus
Barylestis variatus är en spindelart som först beskrevs av Pocock 1899.  Barylestis variatus ingår i släktet Barylestis och familjen jättekrabbspindlar. Inga underarter finns listade.